# Katastrofa kolejowa w Tretten
Katastrofa kolejowa w Tretten wydarzyła się 22 lutego 1975 w Norwegii. Pociąg osobowy nr 351 jadący z Oslo zderzył się na stacji Tretten z pociągiem ekspresowym nr 404 jadącym do Trondheim. W wyniku zderzenia zginęło 27 osób, a 25 zostało rannych. Wśród ofiar znajdował się obywatel Stanów Zjednoczonych. Przyczyną katastrofy było niezatrzymanie się jednego z pociągów przed sygnałem stop. Do dziś jest to największa katastrofa kolejowa w historii Norwegii.